# Белкин, Михаил Ильич
Михаил Ильич Белкин (1901—1980) — деятель советских спецслужб, генерал-лейтенант (1944).

## Биография
Родился в г. Рославле Смоленской губернии в еврейской семье торговца Анцеля-Ельи Берковича Белкина. С 1916 года работал учеником токаря на вагоностроительном заводе в Брянске.
В 1918 году был партизаном на Кубани, служил в Красной Армии; рядовым и начальником конной разведки полка на Южном фронте. В 1918 году вступил в РКП(б) и стал военным контрразведчиком — сотрудником Военного контроля, а затем — Особом отделе ВЧК 16-й армии.
В 1920 году — агент 2-го разряда Рославльского уголовного розыска, затем следователь 4-го военно-контрольного пункта Центрального управления ЧК Украины. В 1921 году М. И. Белкин — сотрудник для поручений, уполномоченный ОО 3-го конного корпуса, затем уполномоченный ОО УкрВО.
В 1922 году — уполномоченный ОО Западного фронта, в 1923 году — уполномоченный ОО 7-й кавалерийской дивизии 1-й Конной армии[уточнить].
В 1924 году — уполномоченный следственно-оперативной части при Нахичеванском погранотряде, затем слушатель ЦШ ОГПУ.
В 1925—1928 годах — уполномоченный 3-го, 4-го, 2-го отделений, затем помощник начальника отделения ОО МВО.
В 1929 г. — помощник начальника ОО Подмосковного окротдела ОГПУ. В 1930 г. — старший оперуполномоченный 7-го отделения КРО, а затем уполномоченный 2-го отдела ОО ОГПУ. В 1930 г., как и многие другие сотрудники КРО ОГПУ, М. И. Белкин переходит на работу во внешнюю разведку. В 1930—1932 гг. руководитель оперработы резидентур ОГПУ в Северном Китае, а затем в Иране.
Вернувшись в СССР, М. И. Белкин в 1932—1933 гг. работает заместителем начальника политотдела Красноармейской МТС в Северо-Кавказском крае. С 1933 г. — оперуполномоченный 5-го отделения, с 1935 г. — помощник начальника 10-го отделения СПО ГУГБ НКВД СССР.
В 1935—1938 гг. вновь назначен руководителем оперработы резидентуры НКВД в Китае. С 1938 г. — начальник 1-го отделения 2-го Отдела ГЭУ НКВД СССР. С 1939 г. — слушатель Военной академии им. М. В. Фрунзе.
С июля 1941 г. начальник ОО НКВД 35-го стрелкового корпуса, 9-й отдельной армии Южного фронта. С августа 1941 г. — начальник ОО НКВД 34 армии. В мае 1942 г. — зам. нач. ОО НКВД Крымского фронта. С 20 мая 1942 г. — зам. нач. ОО НКВД Северо-Кавказского фронта. С октября 1942 г. — начальник ОО НКВД Северной группы войск Закавказского фронта. С января 1943 г. — начальник ОО НКВД — УКР СМЕРШ Северо-Кавказского фронта. С ноября 1943 г. — начальник ОКР СМЕРШ Отдельной Приморской армии.  С октября 1944 г. — начальник УКР СМЕРШ 3-го Прибалтийского фронта.
С июля 1945 г. — начальник Инспекции СКК в Венгрии.нач. опергруппы ГУКР СМЕРШ в Будапеште, член Союзнической контрольной комиссии в Венгрии.
С 27 июня 1946 г. — заместитель начальника ПГУ МГБ СССР (таким образом, новый министр госбезопасности СССР, бывший начальник ГУКР СМЕРШ В. С. Абакумов стремился укрепить свои позиции в руководстве разведки).
С июня 1947 г. в Вене (Австрия): начальник УКР МГБ СССР Центральной группы советских войск и главный советник МГБ в странах Юго-Восточной Европы. Курировал подготовку процесса Ласло Райка в Будапеште (1949). Ведущий радио «Свобода» Владимир Тольц и сотрудник Управления документации и расследований преступлений коммунизма криминальной полиции Чешской Республики полковник Илья Правда заявляли, что советская разведчица Елизавета Паршина считала Белкина организатором убийства Яна Масарика.
С 6 марта 1950 г. — заместитель начальника 1-го Управления (внешняя контрразведка) МГБ СССР.
В августе 1951 года уволен из органов МГБ. Арестован 28 октября 1951 году по «делу Абакумова». Обвинялся в связях с иностранными разведками и масонской ложей, а также в создании «черной кассы», спекуляции, недостойном поведении в быту, связях с женщинами, имевшими, в свою очередь, связь с иностранцами, необоснованных репрессиях. Освобожден из-под стражи по постановлению Следчасти по ОВД МВД СССР от 4 июня 1953 г. Однако на службе восстановлен не был и приказом министра внутренних дел СССР № 1592 от 7 октября 1953 года уволен в запас Министерства обороны[уточнить] по ст. 54, п. «е» («по фактам, дискредитирующим высокое звание начальствующего состава»). 
В ноябре 1954 г. лишен звания «как дискредитировавший себя за время работы в органах и недостойный в связи с этим высокого звания генерала». Из КПСС не исключён. В 1966 году по ходатайству Председателя КГБ СССР лишение звания заменено на понижение в воинском звании до полковника. В 1955—1980 годах работал слесарем-мотористом, контролёром, старшим инженером, слесарем-испытателем, водителем-испытателем на автозаводе им. Лихачёва.
Умер  в ноябре 1980 года в Москве.

## Награды
- два ордена Ленина (19.10.1938[3], 21.02.1945[4]),
- шесть орденов Красного Знамени (01.04.1943[5], 16.05.1944[6], 23.08.1944[7], 03.11.1944[8], 25.11.1947[9], 25.07.1949[10])
- орден Богдана Хмельницкого 2-й степени (29.06.1945)[11]
- орден Отечественной войны 1-й степени (25.10.1943)[12]
- восемью медалями,
- знаком «Почетный работник ВЧК — ГПУ» XV годовщины;
- ордена Победы 1-й и 2-й степени (Венгрия),
- ордена Красной звезды 1-й и 2-й степени (Венгрия).